# Macroclinium ramonense
Macroclinium ramonense är en orkidéart som först beskrevs av Rudolf Schlechter, och fick sitt nu gällande namn av Dodson. Macroclinium ramonense ingår i släktet Macroclinium och familjen orkidéer. Inga underarter finns listade i Catalogue of Life.